# World Poker Tour Saison 5
 (juillet 2015).
Si vous disposez d'ouvrages ou d'articles de référence ou si vous connaissez des sites web de qualité traitant du thème abordé ici, merci de compléter l'article en donnant les références utiles à sa vérifiabilité et en les liant à la section « Notes et références ».
La saison 5 du World Poker Tour est un tournoi de poker qui s'est tenu en 2006 et 2007. Il a été remporté par Carlos Mortensen qui a par la même occasion remporté près de 4 millions de dollars (3 970 415$).
Cette saison a réuni 639 joueurs.

## Résultats
Table finale
1. Carlos Mortensen $3 970 415
2. Kirk Morrison $2 011 135
3. Paul Lee $1 082 920
4. Guy Laliberte $696 220
5. Tim Phan $464 110
6. Mike Wattel $309 405

Tournoi par tournois
- Casino: The Mirage, Las Vegas
- Buy-in [Quoi ?]: $10 000
- durée : 4 jours : du 14 mai 2006 au 17 mai 2006
- Nombres d'entrées: 384
- Prize Pool total: $3 724 800
- Main gagnante (de Stanley Xeiss) : K-5

Classement de la table finale
1. Stanley Weiss 1 320 255 $
2. Harry Demetriou 673 272 $
3. Devin Porter 332 937 $
4. David Williams 221 958 $
5. Steve Frederick 166 469 $
6. Robert Mizrachi 129 476 $